# Yohl Ik'nal
Yohl Ik'nal (... – 7 novembre 604) è stata una regina della città-Stato Maya di Palenque.

## Biografia
Discendente di K'uk' B'ahlam I e nonna (o bisnonna) di K'inich Janaab' Pakal, fu la prima donna sovrana di Palenque. Durante il suo regno subì una pesante sconfitta militare contro la città di Calakmul.